# Downriver
Downriver è un film australiano del 2015 finanziato da Screen Australia, Film Victoria and Melbourne International Film Festival, e prodotto da Happening Films. È il primo lungometraggio dello sceneggiatore e regista Grant Scicluna. Il cast principale comprende Robert Taylor, Kerry Fox, Helen Morse e Reef Ireland. È descritto come un dramma misterioso nel quale un assassino adolescente si mette in cerca delle oscure verità che coinvolgono la sua ricerca di un cadavere mai scoperto.
Il film è un adattamento cinematografico del cortometraggio The Wilding, diretto dallo stesso Scicluna nel 2012.

## Trama
James è un giovane sofferente di epilessia che ha ottenuto la libertà condizionale dal centro di detenzione minorile in cui ha trascorso gli ultimi otto anni. Quando aveva dieci anni infatti, affogò un ragazzino, Chris McCarthy, in un fiume. Dopo essere stato rilasciato, James torna nella comunità rurale in cui è cresciuto intenzionato a trovare e restituire il corpo del piccolo Chris alla madre. James va a vivere nella vecchia capanna in cui viveva con sua madre e stringe amicizia con Damien, il ragazzo della porta accanto. James dice a Damien che Chris era stato suo fratello. Alla fine viene raggiunto da sua madre Paige e dal suo nuovo fidanzato, Wayne. Paige dice a Wayne che James è suo nipote e che suo figlio è morto.
Nonostante il fatto che la sua famiglia abbia ottenuto un ordine restrittivo contro James, James viene avvicinato dal suo ex amico Anthony. Anthony era insieme a lui quando James ha ucciso Chris ed ha fornito tutte le prove che hanno portato alla sua condanna. Anthony, diventato uno spaccone pigro e drogato, cerca di dissuadere James dal cercare il corpo di Chris affermando che probabilmente è stato divorato dai cani selvatici. James si rifiuta di interrompere la sua ricerca e Anthony, per rappresaglia, seduce Damien.
James e Damien si recano Mary, una donna del posto che possiede diversi cani, per chiederle se è possibile che dei cani selvatici abbiano portato via il corpo di Chris. La donna afferma che questo è impossibile e racconta ai due giovani che Anthony e un altro ragazzo, Ray, hanno ucciso uno dei suoi cani alcuni anni fa. James si reca quindi da Ray e gli chiede spiegazioni sul perché ha ucciso il cane insieme ad Anthony. Ray ammette che lui e Anthony stavano giocando nei tunnel sotto il ponte con il cane fino a quando Anthony ha ingannato il cane per gettarsi in una buca dalla quale non poteva sfuggire. Questo dà a James l'idea che Anthony nascondesse il corpo di Chris nei tunnel sotto il ponte.
James discute con la madre della sua ricerca e a donna gli rivela che dopo l'annegamento di Chris James ha avuto un attacco epilettico e Anthony gli ha prestato soccorso restando al suo fianco per molte ore. Questo porta James a rendersi conto che Anthony non avrebbe potuto nascondere il corpo.
James organizza una battuta di pesca con la famiglia di Damien e Wayne vicino al ponte. Si intrufola ed esplora i tunnel. Anche se trova la fossa che ha menzionato Ray, la trova piena d'acqua e non è più in grado di proseguire ulteriormente le ricerche. Quando torna dagli altri, Damien lo attacca affermando che Chris non aveva fratelli e che lui deve essere il suo assassino. Il ragazzo gli dice anche di stare alla larga dalla sua famiglia. Per lo stress subito, James ha un attacco epilettico mentre si trova in acqua e quasi annega. Una volta tornato al parco roulotte, Wayne rivela a Paige che sa che James è suo figlio e non suo nipote.
Finalmente James visita Amos, proprietario del negozio locale che è stato ricattato da Anthony per molti anni. Amos rivela che Anthony e suo fratello Joe una volta avevano una sorella minore, Bettina, che un giorno è scomparsa improvvisamente nel nulla.
Nel frattempo, Damien va a casa di Anthony. Anthony non c'è e il giovane si mette a parlare con suo padre Gianni. I suoi tentativi di conversazione, relativi a una storia che Anthony gli aveva raccontato su di un bambino annegato, sollevano i sospetti di Gianni. Gianni colpisce Damien facendogli perdere i sensi e Joe lo porta via in macchina. Quando Anthony torna a casa più tardi, Gianni lo picchia e lo interroga su quello che ha detto in giro su sua sorella.
James torna a casa da Paige e in lacrime rivela cosa è successo il giorno dell'annegamento. Anthony, tormentato da vaghi ricordi della sorella Bettina, aveva chiesto a James di "procurargli una sorella"; i due avevano scelto Chris, lo avevano attirato lontano dalla sua famiglia e avevano giocato con lui sulla sponda del fiume. Improvvisamente Anthony aveva iniziato ad abusare di Chris e aveva fatto pressioni su James affinché affogasse il ragazzo. Paige ricorda poi che anche se Anthony era stato lì tutta la sera, aveva parlato con Joe, dando così al fratello l'opportunità di spostare il corpo.
Joe e Anthony arrivano e tentano di costringere James ad abbandonare la sua ricerca minacciandolo di picchiare Damien. Ciò rende James ancora più determinato a consegnare la famiglia alla giustizia. James e Damien scappano a casa di Mary, dove si riconciliano.
La mattina seguente, James torna ai tunnel sotto il ponte con Damien e Mary, insieme a delle corde e delle torce. James scende nel buco pieno d'acqua e alla fine trova il corpo di Chris, insieme al corpo decomposto di una bambina, presumibilmente Bettina.

## Produzione

### Riprese
Le riprese hanno avuto luogo a fine 2014 a Warrandyte.

### Cortometraggio
Downriver è un'espansione del cortometraggio di Scicluna The Wilding, che ha vinto l'Iris Prize nel 2012; ed è stato sviluppato attraverso il finanziamento della produzione Springboard di Screen Australia e include Reef Ireland nel ruolo principale.

## Distribuzione e accoglienza

### Premiere
Il film ha avuto la sua anteprima al Melbourne International Film Festival (MIFF) il 7 agosto 2015 con molta pubblicità. Ha fatto il tutto esaurito in tutte e tre le proiezioni programmate e il festival ha aggiunto una quarta proiezione per soddisfare la domanda di biglietti. La prima internazionale di Downriver è stata al Toronto International Film Festival il 15 settembre 2015. È stata distribuita nelle sale in Australia nel 2016.

### Critica
Downriver ha ricevuto molte recensioni positive dalla critica alla sua prima australiana. Ali Schnabel di The Age lo ha descritto come "brutale, crudo e irremovibile [...] popolato da personaggi reali". Laura Henderson di The Conversation ha detto che si tratta di "un lavoro aggrovigliato, teso e mercuriale [...] un pezzo visivamente sorprendente, con prestazioni superbe e una storia assolutamente avvincente".

## Riconoscimenti[19]
- 2015 - Asia Pacific Screen Awards
  - Nomination Miglior performance di un attore a Reef Ireland
- 2015 - Screen Producers Australia Awards
  - Nomination Best Feature Film Production
- 2016 - FilmOut San Diego
  - FilmOut Festival Award for Best Narrative Feature
  - FilmOut Festival Award alla miglior attrice non protagonista a Kerry Fox
  - FilmOut Festival Award al miglior regista a Grant Scicluna
  - FilmOut Programming Award for Outstanding Emerging Talent a Reef Ireland
- 2016 - Golden Trailer Awards
  - Best Foreign Poster
  - Nomination Best Independent Poster
  - Nomination Best Thriller Poster
- 2017 - Australian Film Critics Association Awards
  - Nomination Miglior attrice non protagonista a Kerry Fox
  - Nomination Miglior sceneggiatura a Grant Scicluna